# 王家桥镇
王家桥镇，是中华人民共和国湖北省荆州市松滋市下辖的一个乡镇级行政单位。

## 行政区划
王家桥镇下辖以下地区：
王家桥社区、花园桥村、围岭村、民主村、店子岭村、太阳红村、黄金堂村、龙王井村、土桥村、高河村、砖桥村、独松树村、双河村和关洲村。